# 愛爾蘭外交
愛爾蘭的外交政策大多以歐盟外交政策為參考，而與英國及美國均保持密切友好關係。愛爾蘭保持傳統不結盟立場，以加強與世界主要國家之政治、經貿與文化關係為宗旨，並對落後及戰亂地區提供各項經濟與人道援助。因愛爾蘭維持維持已久的中立外交模式，所以她不是北大西洋公約組織的成員國。外交獨立政策也讓愛爾蘭國防軍能自1960年開始參與聯合國維和部隊，並在派駐任務中建立良好評價。近年推動亞洲政策，因此與日本和中國關係趨於密切友好。

## 主要關係

### 英國

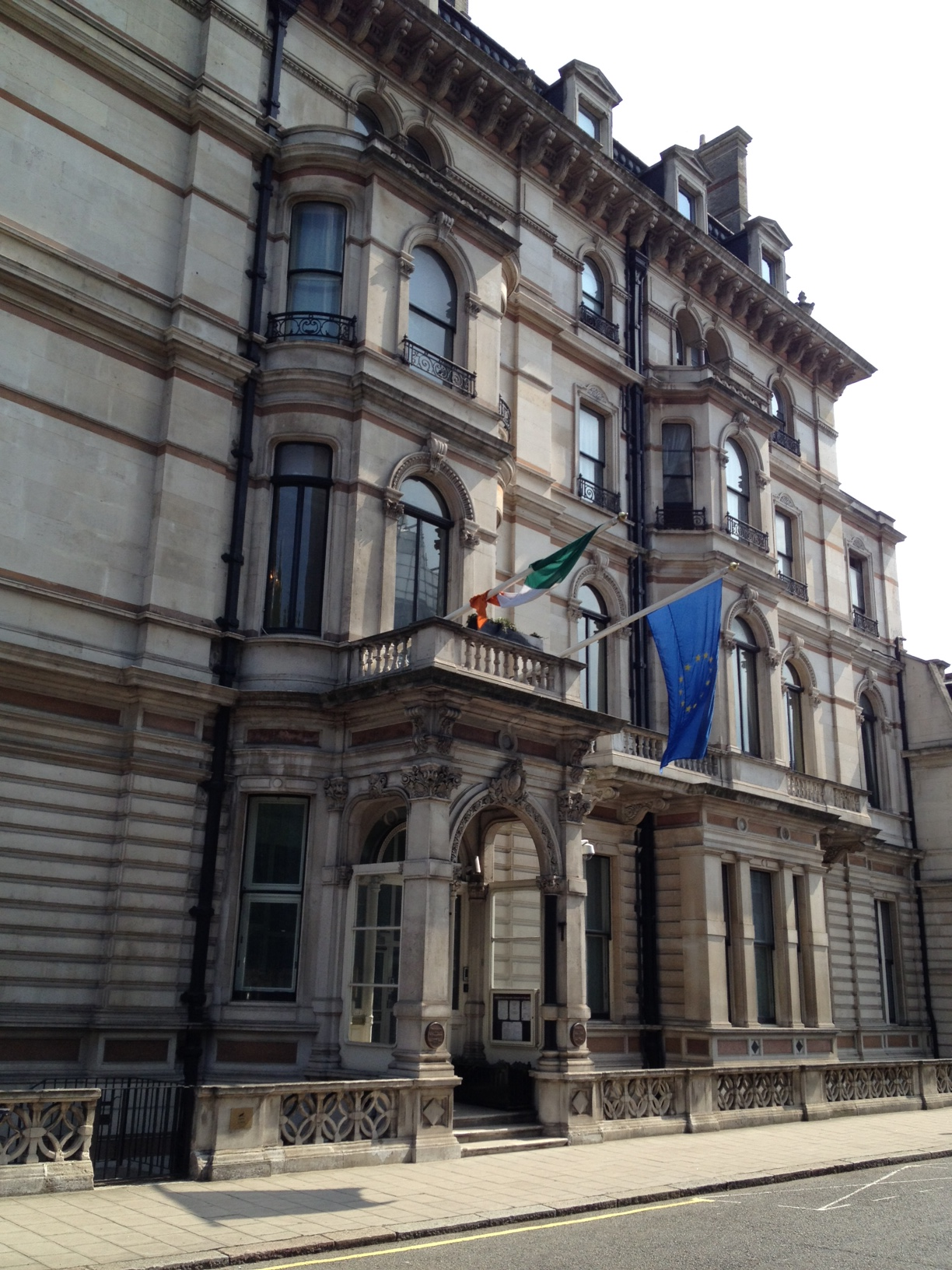
愛爾蘭在倫敦的大使館

在愛爾蘭獨立以前，愛爾蘭島一直是英國的一部份，在獨立後與英國一直有複雜的北愛爾蘭歸屬問題。在愛爾蘭憲法第二章及第三章中被迫承認英國對北愛爾蘭地區之主權，1972年北愛爾蘭衝突讓英國駐愛爾蘭大使館正視到其嚴重性，而1973年的日谷協定及1985年的英愛協定是兩個重大的步程。1998年英愛兩國在北愛爾蘭首府貝爾法斯特簽定贝尔法斯特协议，該約始成為雙方解決北愛爾蘭問題的基石。愛爾蘭憲法第二章及第三章也依該約而做了修改，即北愛爾蘭地區之歸屬不是英國宣稱和愛爾蘭承認，而是由北愛爾蘭地區人民決定。
愛爾蘭政府針對非法的愛爾蘭共和軍繳械事務上一直尋找能造成多贏局面的方案，英國政府對於武裝攻擊事件採取必要的防衛政策，而親愛爾蘭團體則不斷的以武力來換取其目的，因此在1960年至1990年間造成嚴重的傷害。1994年8月31日愛爾蘭共和軍宣布全面停止軍事行動，聯合親英軍事指揮部(Combined Loyalist Military Command)也做出類似聲明，雙方就問題上再度重啟政治對話。
愛爾蘭與丹麥、冰島及英國之海域爭議於一個框架下尋求解決之道，英愛兩國簽定了洛克島邊界協定，與丹麥和冰島也為法羅群島簽定相關協定。冰島現在承認愛爾蘭以西，北緯49'48"，西經19'00"分的地區為愛爾蘭大陸棚。另外位於英國西部的賽拉核能場也是兩國爭議問題，愛爾蘭政府向國際海底管理局提出尋求解決方案，而歐洲法院則認為要在歐盟相關法律架構下解決。

### 美國

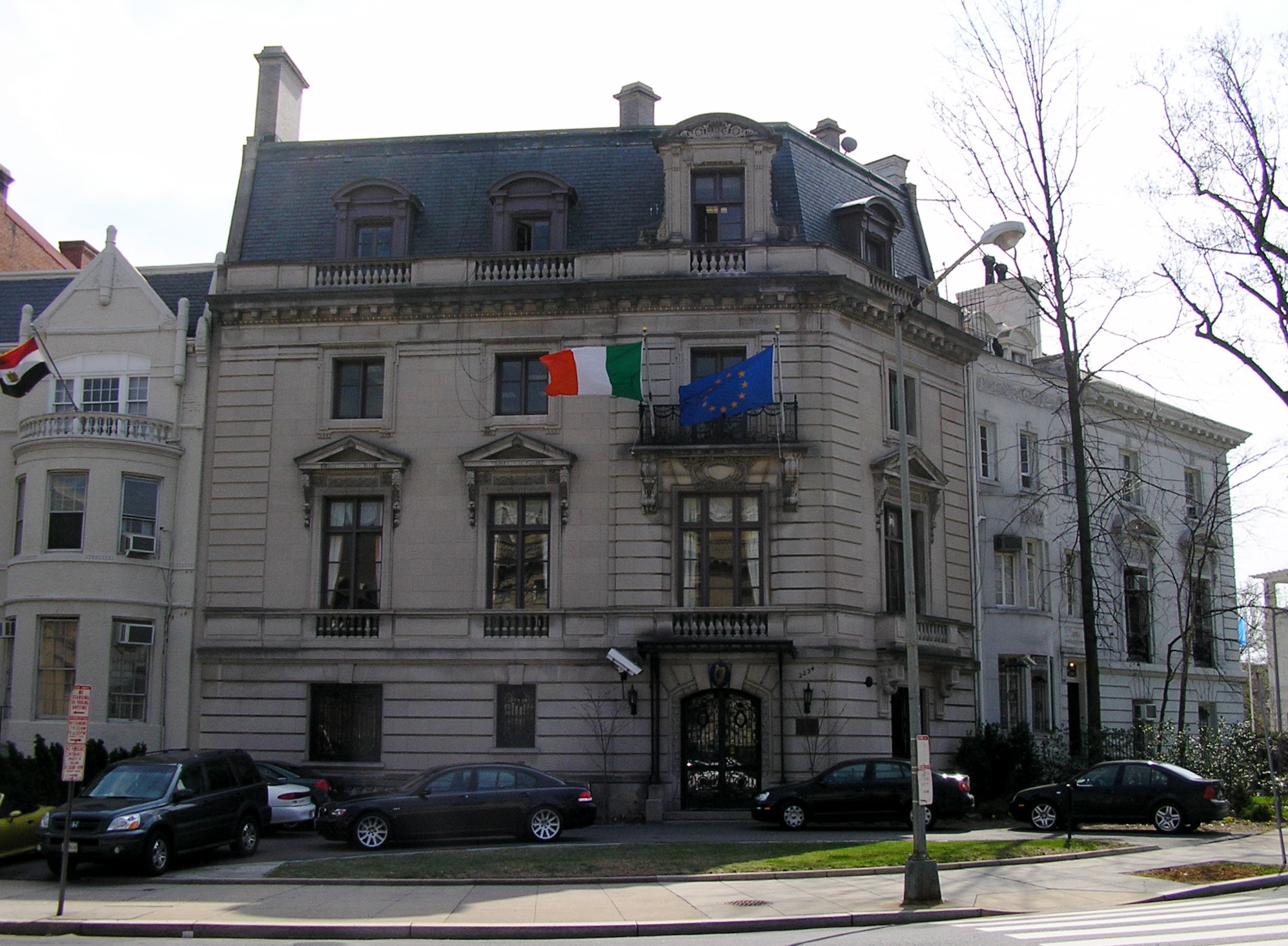
愛爾蘭在華盛頓特區的大使館

愛爾蘭香農機場提供給美國作為進軍伊拉克的中間站，反對派人士向最高法院提出異議表示該政策違章愛爾蘭的外交中立政策。美國是愛爾蘭最大投資國，愛爾蘭也有許多僑民居住在美國，這兩個因素促使美愛兩國關係緊密。美國對於北愛爾蘭問題也提供愛爾蘭不少協助，2006年主導北愛爾蘭和平進程的駐北愛爾蘭特使雷茲米契爾，其專長於美愛雙邊關係及處理愛爾蘭非法移民問題。

### 中國

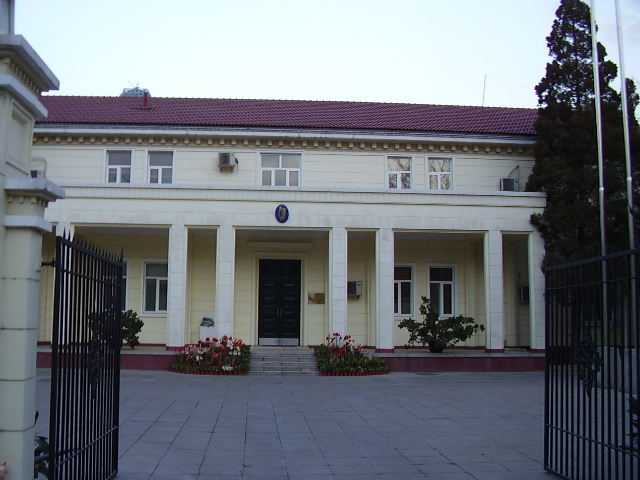
愛爾蘭在北京的大使館

1979年6月22日愛爾蘭與中華人民共和國建立正式外交關係，中愛雙方交流廣泛，經濟面起初交流不大，但近年隨著中國開放市場而有升高趨勢，1986年雙方定有經濟、工業、科學及技術合作協定，且迄今召開過八次會議。教育面依2001所簽之教育合作協定，目前中國在愛爾蘭留學生已近三萬人，而愛爾蘭在中國留學生約3人，中愛兩國於2006年簽訂中愛兩國高等教育學歷相互承認協定。2004年8月上海與科克建立友好城市關係，甘肅省與斯萊戈郡建立友好省郡關係。

## 聯合國
愛爾蘭於1955年12月14日加入聯合國，在此之前一直被蘇聯阻擋入會。愛爾蘭致力於裁軍、維和及人權發展等課題，也是2002年聯合國成立國際刑事法庭的羅馬章程支持國。愛爾蘭有參與下列國際維和事務：
- 1958年6月-1958年12月：聯合國維和部隊駐黎巴嫩觀察特派團
- 1958年-迄今：聯合國維和部隊駐中東停戰監察團
- 1960年-1964年：聯合國維和部隊駐剛果特派團
- 1964年-迄今：聯合國維和部隊駐賽普勒斯特派團
- 1973年-1974年：聯合國維和部隊駐西奈半島特派團
- 1978年-迄今：聯合國維和部隊駐黎巴嫩臨時特派團
- 1988年-1991年：聯合國維和部隊駐兩伊邊界特派團
- 1993年-1995年：聯合國維和部隊駐索馬利亞強制特派團
- 1997年-2004年：聯合國維和部隊駐前南斯拉夫特派團
- 1999年-迄今：聯合國維和部隊駐科索沃特派團
- 1999年-2000年：聯合國維和部隊駐東帝汶聯合特派團
- 2003年-迄今：聯合國維和部隊駐賴比瑞亞特派團

## 歐洲聯盟
1973年1月愛爾蘭獲准加入歐洲經濟共同體，歐盟是愛爾蘭政府政策核心，愛爾蘭認知到歐盟是歐洲統合的基石，加入歐盟後也為愛爾蘭帶來許多經濟利益，而歐盟在推動農業政策及關稅同盟政策對愛爾蘭影響甚大，另外愛爾蘭也關係歐洲憲法的制定。愛爾蘭目前曾擔任六次歐盟輪值主席國，而歐盟外交及安全政策一直都是愛爾蘭外交政策的中心。

## 其他國家
愛爾蘭也重視與其他地區國家之全方位發展。在對外發展關係上，經濟利益只是愛爾蘭外交政策的參考因素之一，對於非洲地區較加強撒哈拉國家的雙邊關係，對於非洲聯盟事務則透過駐歐盟代表團來負責。中東地區則重視以巴和平進程，支持歐盟在以巴和平四方會談中扮演關鍵且具影響力之角色。隨著歐盟東擴，愛爾蘭與俄羅斯及前南斯拉夫各國都開始發展雙邊關係。

## 人權
根據國際特赦組織及美國國務院的資訊，該國目前並未發生嚴重的民事、人權和社會權利濫用問題。 該國的自由指數，一直以來都擁有極高的評級。
| 索引                                    | 排名                 | 得分/成果          |
| --------------------------------------- | -------------------- | ------------------ |
| Freedom in the World – Political Rights | 第1名 (Joint)        | 1（"自由"）        |
| Freedom in the World – Civil Liberties  | 第1名 (Joint)        | 1（"自由"）        |
| 經濟自由度指數                          | 第9名                | 76.9（"比較自由"） |
| 新聞自由指數                            | 第15名               |                    |
| 全球和平指數                            | 第6名 (Joint)        | 1.33（"更為和平"） |
| 民主指數                                | 第12名               | 8.79（"全面民主"） |
| 國際產權指數                            | 第13名 (Joint)       | 7.9                |
| 貪污感知指數                            | 第16名 (Joint)       | 7.7                |
| 失敗國家指數                            | 第170名（倒數第7名） | 26.5（"可持續的"） |

## 外部連結
- 愛爾蘭外交部